# Barzy-sur-Marne
Barzy-sur-Marne je francouzská obec v departementu Aisne v regionu Hauts-de-France. V roce 2012 zde žilo 385 obyvatel.

## Sousední obce
Courtemont-Varennes, Le Charmel, Jaulgonne, Passy-sur-Marne, Trélou-sur-Marne

## Vývoj počtu obyvatel
Počet obyvatel